# Condado de McHenry (Dakota do Norte)
O Condado de McHenry é um dos 53 condados do estado norte-americano da Dakota do Norte. A sede do condado é Towner, e sua maior cidade é Towner. O condado possui uma área de 5 987 km² (dos quais 197 km² estão cobertos por água), uma população de 4 951 habitantes, e uma densidade populacional de 1 hab/km² (segundo o censo nacional de 2000).